# I Pruitts
I Pruitts (The Pruitts of Southampton; dal 18º episodio The Phyllis Diller Show) è una serie televisiva statunitense in 30 episodi trasmessi per la prima volta nel corso di una sola stagione dal 1966 al 1967. È basata sul romanzo House Party (1954) di Patrick Dennis.
È una sitcom incentrata sulle vicende dei Pruitt, una ricca famiglia che vive in una lussuosa villa di Long Island e che si trova in bancarotta per motivi fiscali.

## Personaggi e interpreti
- Phyllis Pruitt (30 episodi, 1966-1967), interpretata da Phyllis Diller.
- Zio Ned Pruitt (17 episodi, 1966-1967), interpretato da Reginald Gardiner.
- Maxwell (4 episodi, 1966-1967), interpretato da Charles Lane.
- Norman Krump (4 episodi, 1967), interpretato da Marty Ingels.
- Baldwin (3 episodi, 1966-1967), interpretato da Richard Deacon.
- Gigi (3 episodi, 1966), interpretata da Hope Summers.
- Mrs. Stuyvesant (2 episodi, 1966-1967), interpretata da Barbara Morrison.

### Guest star
Tra le guest star: Barry Kelley, James Flavin, Arthur Welsh, Harvey Levine, Bo Hopkins, Billy Curtis, Harry Hickox, Barbara Morrison, Warren White, Al Checco, William 'Billy' Benedict, Guy Raymond, Karl Lukas, Sid Melton.

## Produzione
La serie, ideata da David Levy, fu prodotta da Filmways Television e girata nei General Service Studios a Los Angeles in California e nella Biltmore Estate di Asheville, nella Carolina del Nord. Le musiche furono composte da Vic Mizzy.

### Registi
Tra i registi sono accreditati:
- Arthur Lubin in 4 episodi (1967)
- Nat Perrin in 2 episodi (1966-1967)
- Gene Nelson
- Oscar Rudolph

### Sceneggiatori
Tra gli sceneggiatori sono accreditati:
- Lou Derman in 3 episodi (1966-1967)
- Elon Packard in 3 episodi (1966-1967)
- David Levy in un episodio (1967)
- Patrick Dennis

## Distribuzione
La serie fu trasmessa negli Stati Uniti dal 6 settembre 1966 al 7 aprile 1967 sulla rete televisiva ABC. In Italia è stata trasmessa con il titolo I Pruitts.
Alcune delle uscite internazionali sono state:
- negli Stati Uniti il 6 settembre 1966 (The Pruitts of Southampton e The Phyllis Diller Show)
- in Francia l'11 maggio 2001 (The Pruitts of Southampton)
- in Italia (I Pruitts)

## Episodi
| Stagione       | Episodi | Prima TV USA |
| -------------- | ------- | ------------ |
| Prima stagione | 30      | 1966-1967    |